# Overpelt-Fabriek
Overpelt-Fabriek is een kerkdorp dat tot de gemeente Pelt in de Belgische provincie Limburg behoort. De wijk telde einde 2005 1646 inwoners en staat bekend om zijn industriezone.

## Ontstaan
Overpelt-Fabriek is als arbeiderswijk ontstaan op de verlaten heidegronden tussen Overpelt (deelgemeente van Pelt) en Lommel na de vestiging van de zinkfabriek door de Duitse industrieel Schulte in 1888. De Duitser had eerder geen toestemming voor de vestiging van zijn bedrijf in het Ruhrgebied gekregen, omdat men daar de werkzaamheden naar toenmalige normen reeds als te vervuilend beschouwde. In de zanderige Kempen juichte men de komst van het bedrijf toe: het zorgde voor de economische ontsluiting van de agrarische Limburgse Kempen aan het Kanaal Bocholt-Herentals. Nog tot laat in de 20e eeuw zou de zinkfabriek een belangrijke werkgever in de regio blijven. Na de Eerste Wereldoorlog werd de zinkfabriek genationaliseerd; vandaag is het bedrijf onderdeel van de groep Nyrstar en deels Umicore

## Verontreiniging
De zinkfabriek van Overpelt-Fabriek heeft, samen met gelijkaardige metaalfabrieken in Lommel, Balen en Budel, gezorgd voor een sterke bodemverontreiniging van heel Noord-Limburg en het zuiden van Noord-Brabant met voornamelijk cadmium. Er mag geen water van eigen bodem worden gedronken en groenteteelt wordt afgeraden. Een uitermate groot aantal kankersterften in Noord-Limburg is nooit direct kunnen verbonden worden met de verontreinigende werkzaamheden, al wordt de samenhang wel vermoed.

## Industriezone

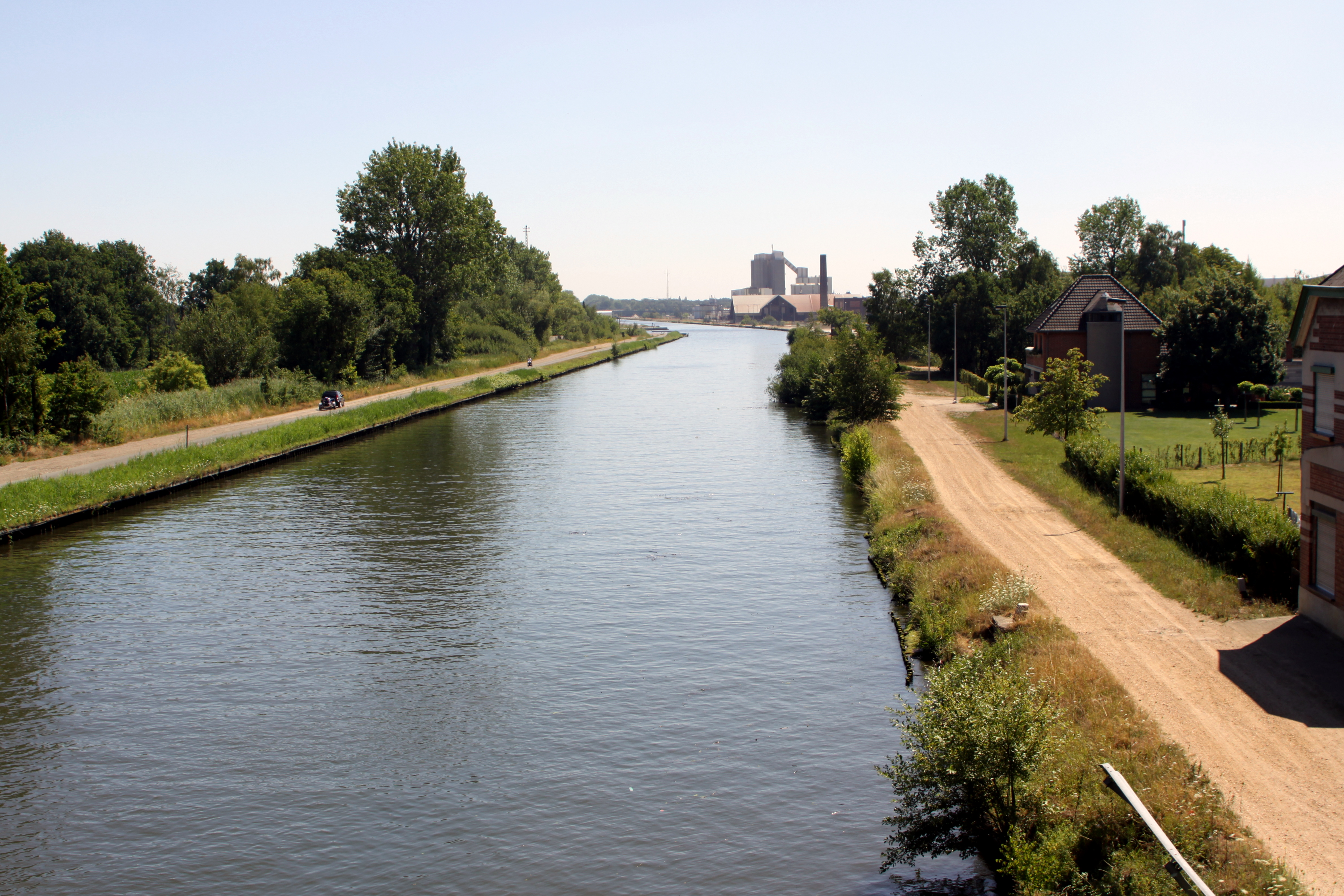
Industriezone langs het kanaal Bocholt-Herentals

Tussen de wijken Overpelt-Fabriek en Holheide werd na de Tweede Wereldoorlog een industriezone voor heel Noordwest-Limburg aangelegd op de weidse heidegronden: het zogenaamde intercommunale Nolim-park, waarbij Nolim voor Noord-Limburg staat. Op de moderne industriezone liggen bedrijven zoals Brabantia, Jezet Seating, Umicore, Fildra, Profel en talrijke KMO's.

Via de N74 staat het industrieterrein ook in rechtstreekse verbinding met het grootste ziekenhuis van Limburg, het Mariaziekenhuis, en zijn Eindhoven en Hasselt snel bereikbaar.

## Verenigingsleven
De arbeiders van Overpelt-Fabriek lagen aan de grondslag van KVV Overpelt Fabriek, dat in 2003 met het naburige Lommel SK werd samengevoegd.

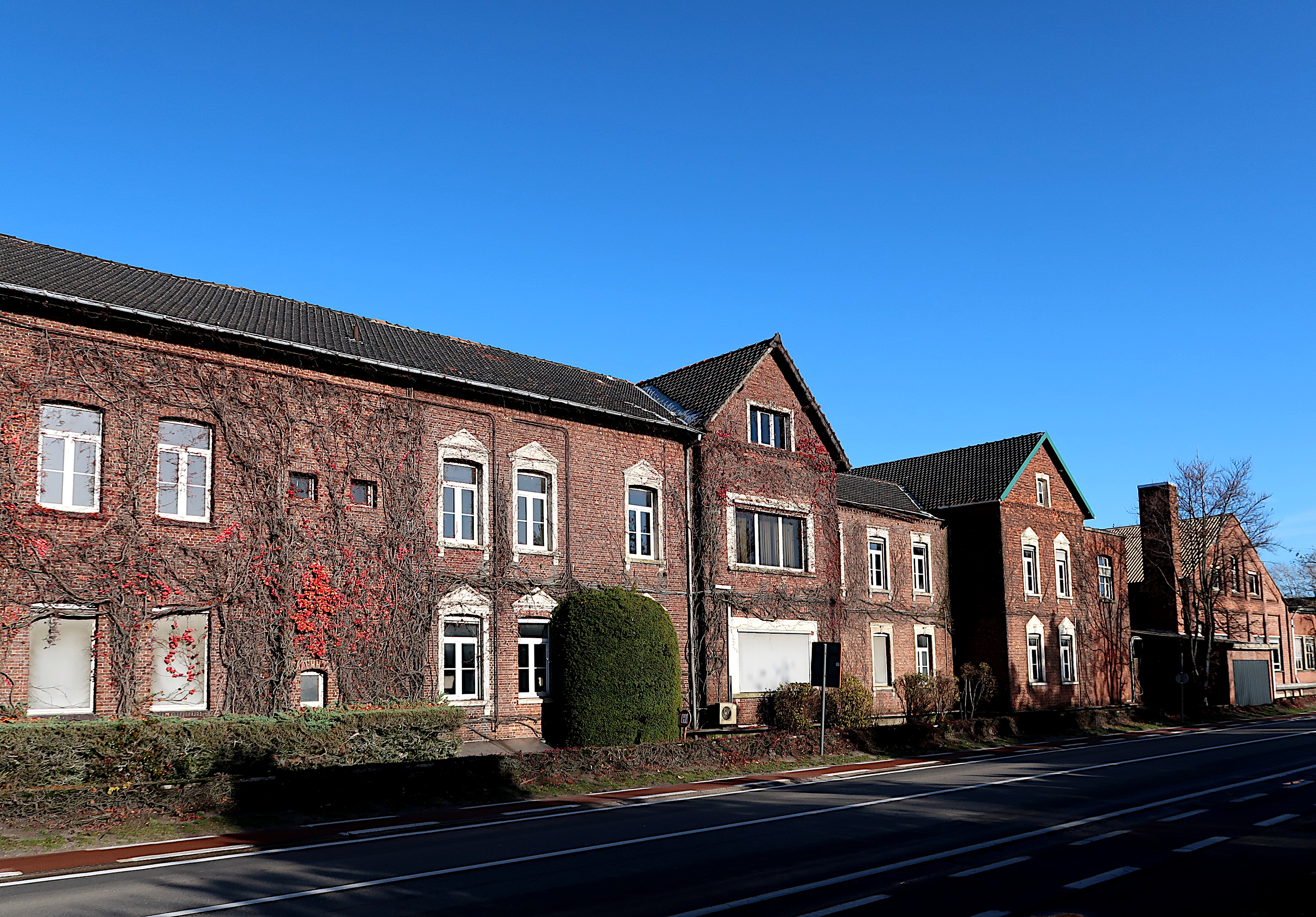
Administratieve burelen van de fabriek
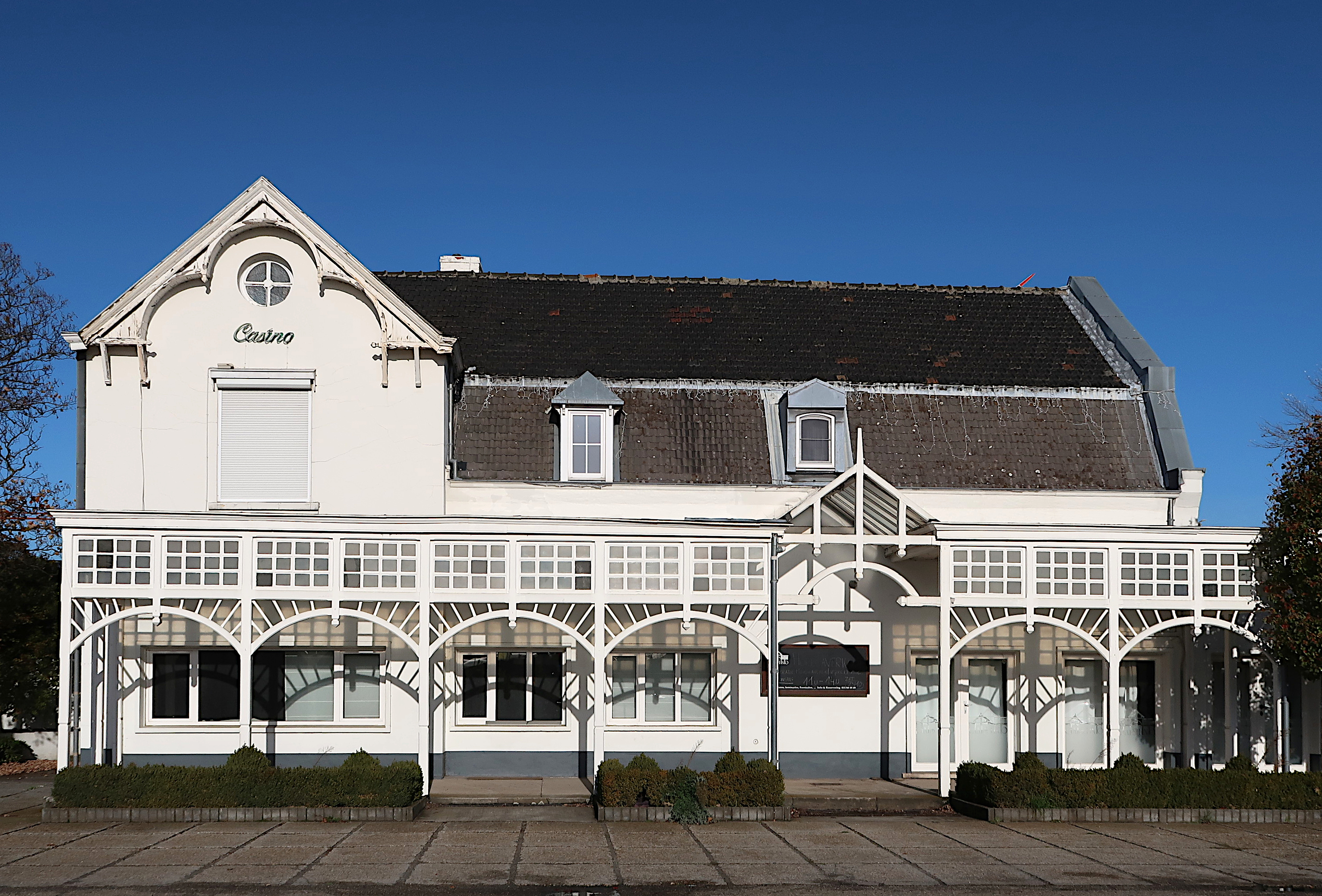
Hotel Casino van begin 20e eeuw

Deelgemeenten: Neerpelt · Overpelt · Sint-Huibrechts-Lille

Overige kernen: Boseind · Grote Heide · Haspershoven · Heesakker · Herent · Holheide · Lindelhoeven · Overpelt-Fabriek

Belgische gemeenten · Arrondissement Maaseik · Limburg · Vlaanderen